# Крейн, Александр Зиновьевич
Александр Зиновьевич Крейн (16 апреля 1920, Москва — 12 ноября 2000, Москва) — музейный деятель, основатель и первый директор Государственного музея А. С. Пушкина (1958—1983) в Москве. Заслуженный работник культуры РСФСР (1975).

## Биография
Родился в Москве. Отец — Зиновий Эфраимович Крейн (1892—1966), кадровый военный, директор 2-й московской специальной артиллерийской школы, располагавшейся на Пречистенке, 12, рядом с усадьбой Хрущёвых-Селезнёвых. Предки по отцовской линии были потомственными музыкантами из местечка Вегеры Ковенской губернии, в том числе прадед — Абрам Гиршевич Крейн (1838—1921), скрипач и собиратель еврейского музыкального фольклора; дед, Ефроим Абрамович Крейн, и его братья Давид, Григорий (1879—1957) и Александр.
Окончив школу, поступил на литературный факультет Института философии, литературы и истории (ИФЛИ). После третьего курса, в августе 1941 года его призвали в армию и направили сначала в школу младших лейтенантов в Ростов Великий, а затем в Ленинградское военно-инженерное училище, эвакуированное в Кострому. С 1942 года он служил начальником резерва офицерского состава 61-й армии 1-го Белорусского фронта. Его боевые заслуги были отмечены орденами Красной звезды и Отечественной войны I и II степени, медалями «За освобождение Варшавы», «За взятие Берлина» и другими знаками отличия.
После войны в звании майора Крейн поступил учиться на филологический факультет МГУ, который окончил с отличием.
В 1947 году начал работать в системе управления культурно-просветительными учреждениями, в 1953—1958 годах работал в должности помощника министра культуры РСФСР Татьяны Зуевой.

#### Музей А. С. Пушкина
1 апреля 1958 года Александр Крейн становится директором ещё не существовавшего для посетителей Государственного музея А. С. Пушкина. Благодаря энтузиазму сотрудников музея, их коллег из других музеев, а также библиотек и архивов постепенно начала собираться пушкинская коллекция музея в Москве. Её формированию помогали известные московские собиратели и коллекционеры, такие как Феликс Евгеньевич Вишневский, Яков Григорьевич Зак и многие другие. Крейн завел книгу даров, которая была выставлена в экспозиции, рассказывая о дарах и дарителях музея.
Под руководством А. З. Крейна коллектив музея 14 лет трудился над созданием отдела «Мемориальная квартира Пушкина на Арбате», который открылся в 1986 году.
Автор книг «Рождение музея», «Жизнь музея», «Жизнь в музее».
Крейн — автор книг и статей о Музее Пушкина, привлекательных по форме и поучительных для музейных работников, в среде которых он пользовался особым уважением. Он достойно представлял нашу страну в международных организациях. И после ухода с должности, несмотря на мучительную болезнь, находил силы для завершения книги об опыте своей музейной деятельности.
 — академик С. О. Шмидт.
В 1983 году, в связи со своей болезнью, Крейн рекомендовал литератора и журналиста Марка Михайловича Баринова (1925—1984) на должность директора музея Пушкина.
Два месяца назад разыскал меня человек от Крейна и сказал, что Александр Зиновьевич сильно болен, выходит на пенсию…, а меня зовёт на своё место. Я тут же не раздумывая дал согласие. Для меня это просто продолжение служения Пушкину, которое занимает немалое место в жизни моей и моих ребят. А тут ситуация экстремальная: Крейн сказал мне в первой же беседе: «Больше всего боюсь, чтобы дело не попало в чужие руки». Вот я и беру это дело — московскую Пушкиниану в свои руки.
Уйдя с поста директора, долгое время работал в должности ведущего научного сотрудника Государственного музея А. С. Пушкина. 21 апреля 2000 года за большой вклад в развитие русской культуры Александр Крейн получил благодарность Президента России.
Скончался 12 ноября 2000 года.

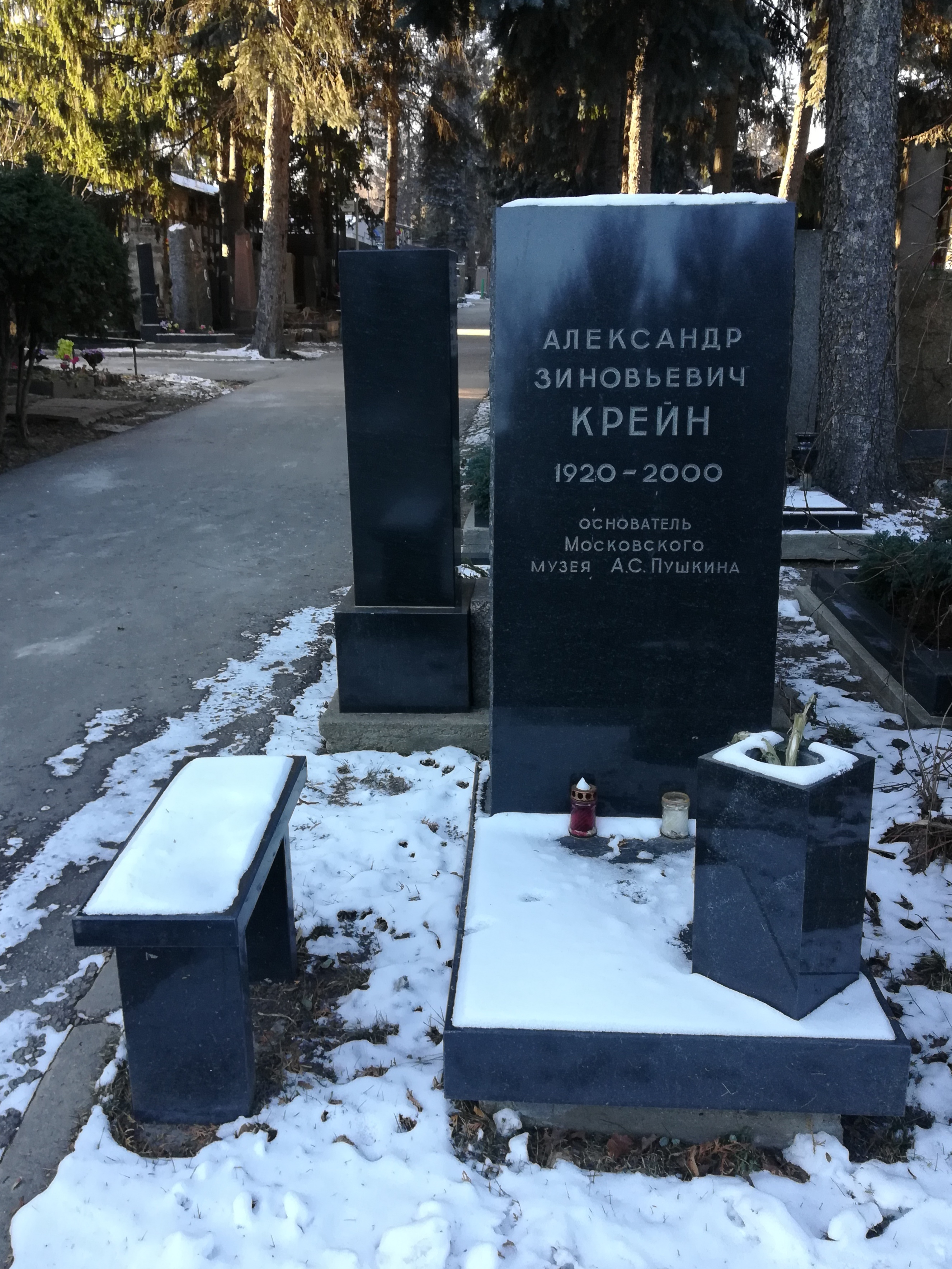
Могила на Донском кладбище

Похоронен на Донском кладбище (10 уч.).
В 2001 году был посмертно награждён Государственной премией РФ в области литературы и искусства «За развитие лучших традиций музейного дела в Государственном музее А. С. Пушкина в Москве».

## Память
В ноябре 2001 года в музее был открыт мемориальный кабинет его основателя и первого директора, А. З. Крейна. Центральное место в кабинете занимают рабочий стол и кресло Крейна, а на стенах можно увидеть фотографии Александра Зиновьевича, его коллег и деятелей отечественной культуры, многие годы участвовавших в жизни музея. На полках — книги с автографами, каталоги пушкинских выставок и путеводители по пушкинским музеям России, письма от А. Т. Твардовского, П. Г. Антокольского, Д. С. Лихачева, И. Л. Андроникова, архивные документы по истории музея.
В 2005 году к 85-летию Крейна вышла книга «Рыцарь русской культуры. Воспоминания об Александре Зиновьевиче Крейне (1920—2000)».
В 2020 году, к 100-летию А. З. Крейна Государственного музея А. С. Пушкина подготовил фильм-воспоминание о своём первом директоре и провёл научно-фондовую конференцию «К 100-летию А. З. Крейна», в которой сотрудники музея музея А. С. Пушкина рассказали о новых поступлениях, научных изысканиях и открытиях.

## Семья
- Жена — Зинаида Наумовна Парнес (1923—2005), доктор химических наук, профессор, автор открытия СССР «Электрофильное ионное гидрирование» (1978)[23][24].
- Троюродный племянник — Александр Александрович Крон, писатель и драматург.

## Внешние видеофайлы
- Наблюдатель. 100 лет со дня рождения Александра Зиновьевича Крейна // Канал «Культура». 2020. 16 апреля.
- «Александр Крейн. Жизнь в музее» // Государственный музей А. С. Пушкина. 2020. 17 апреля.
- Научно-фондовая конференция. К 100-летию А. З. Крейна  // Государственный музей А. С. Пушкина. 2020. 22 апреля.

## Награды и звания
- Орден Дружбы (5 августа 1995) — за заслуги перед государством и многолетнюю плодотворную деятельность в области искусства и культуры[25].
- Орден Октябрьской Революции (22 августа 1986).
- Медаль Пушкина (4 июня 1999) — в ознаменование 200-летия со дня рождения А. С. Пушкина, за заслуги в области культуры, просвещения, литературы и искусства[26].
- Заслуженный работник культуры РСФСР (27 марта 1975) — за заслуги в области советской культуры[27].
- Почётная грамота Президиума Верховного Совета РСФСР (10 сентября 1980) — за заслуги в пропаганде наследия А. С. Пушкина[28].
- Благодарность Президента Российской Федерации (21 апреля 2000) — за большой вклад в развитие российской культуры[29].
- Государственная премия Российской Федерации в области литературы и искусства 2001 года (10 июня 2002, посмертно) — за развитие лучших традиций музейного дела в Государственном мемориальном историко-литературном и природно-ландшафтном музее-заповеднике А. С. Пушкина «Михайловское», в Государственном музее А. С. Пушкина в г. Москве[30].
- Почётный диплом Московской городской думы (3 сентября 1997) — за многолетнюю самоотверженную организаторскую и научную работу по увековечению памяти А. С. Пушкина, созданию и развитию московского музея А. С. Пушкина — крупного культурного и информационного центра столицы[31].